# صيدناني أحمر
صيدناني أحمر (الاسم العلمي: Tamias rufus) (بالإنجليزية: Hopi Chipmunk)‏ هو نوع من الحيوانات يتبع جنس الصيدناني من الفصيلة السنجابية.